# 대구 봉무동 고분군
대구 봉무동 고분군(大邱 鳳舞洞 古墳群)은 대한민국 대구광역시 동구 봉무동에 있는 청동기시대의 고분군이다. 2006년 4월 20일 대구광역시의 기념물 제15호로 지정되었다.

## 개요
봉무동고분군은 동구 봉무동 영신학교 부지 동남쪽에 접한 구릉에 분포한다. 봉무동고분군이 밀집된 구릉은 사적 제262호 불로동고분군과는 경부고속도로(좁은 산간저지)를 사이에 두고 남북으로 대치하는 위치에 입지하고 있어 불로동고분군과 더불어 고분시대와 그 외 시대의 지역 주민의 장법 및 문화적 변모상을 밝히는데 중요한 유적이 된다.
2003년 영신학교 부지정지 때 봉무동고분군의 북단부에 해당하는 구릉 하단부에서 소형봉토분 5기, 석곽묘 7기, 고려 석곽묘 4기, 토광묘 1기를 발굴조사하였다. 봉토분은 횡구식석실 구조로서 주실의 4벽은 최하단을 대형 판상석을 2~3매 쌓고, 그 위에 작은 할석을 평적하는 형태이며 횡구의 입구부는 가장자리에 판상할석을 세우고 안쪽에 얇은 할석으로 폐쇄했다. 이는 봉무동을 벗어난 대구일원에서는 볼 수 없는 묘구이다.
석곽묘는 할석을 평적하여 축조한 수혈식 구조로서 바닥은 시상 공간과 부장품 안치 공간 사이에 돌로 싼 격벽을 마련했다. 이러한 격벽 구조는 불로동고분군이나 소형석곽분에서도 볼 수 있는 것으로, 이는 지역집단인 불로동과 봉무동 사이에 동류성을 지니고 있음을 반영한다. 대체로 고분의 조성 시기는 5~6세기임이 밝혀졌다.
봉무동고분군은 동서600m, 남북300m의 타원형상의 구릉상에 밀집한다. 외견상의 분포상황이기는 하나 고분기수는 132기 정도가 확인된다.

## 참고 자료
- 봉무동고분군 - 국가유산청 국가유산포털